# Niederösterreichischen-Cup 1922-1923
La Niederösterreichischen-Cup 1922-1923 è stata la 5ª edizione della coppa nazionale di calcio austriaca. Vide la vittoria del Wiener Sport-Club, che sconfisse in finale il Wacker Vienna.
Parteciparono 29 squadre, contro le 31 della stagione precedente.

## Risultati

### Primo turno
| Squadra 1               | Risultato   | Squadra 2                 |
| ----------------------- | ----------- | ------------------------- |
| Simmering               | 1 – 2       | Bewegung XX               |
| Admira Vienna           | 7 – 1       | Landstraßer AC            |
| Floridsdorfer           | 3 – 0       | Wiener Bewegungssportclub |
| Hakoah Vienna           | 2 – 0       | Wiener AF                 |
| Hertha Vienna           | 1 – 0       | RAG                       |
| Nicholson Vienna        | 1 – 0       | Weiße Elf                 |
| Rapid Vienna            | 3 – 1       | Vienna Cricketer          |
| Donaustadt              | 1 – 2       | First Vienna              |
| Rudolfshügel            | 1 – 2       | Ostmark Vienna            |
| Slovan Vienna           | 3 – 1       | Wiener Amateur            |
| Wacker                  | 4 – 0       | Nußdorfer AC              |
| Wiener AC               | 4 – 2       | Marienthal                |
| Wiener Bewegungsspieler | 2 – 1 (dts) | Sturm 1914                |
| Wiener SC               | 4 – 0       | Vorwärts XI               |

 Mödling ammesso direttamente agli ottavi di finale.

### Ottavi di finale
| Squadra 1      | Risultato   | Squadra 2               |
| -------------- | ----------- | ----------------------- |
| Rapid Vienna   | 5 – 0       | Bewegung XX             |
| Ostmark Vienna | 0 – 4       | Hakoah Vienna           |
| Wacker         | 2 – 0       | Nicholson Vienna        |
| Hertha Vienna  | 0 – 3       | Wiener SC               |
| First Vienna   | 3 – 0       | Slovan Vienna           |
| Admira Vienna  | 2 – 1       | Wiener Bewegungsspieler |
| Floridsdorfer  | 4 – 5 (dts) | Wiener AC               |

 Mödling ammesso direttamente ai quarti di finale.

### Quarti di finale
| Squadra 1     | Risultato | Squadra 2     |
| ------------- | --------- | ------------- |
| Hakoah Vienna | 6 – 2     | Mödling       |
| Rapid Vienna  | 5 – 1     | Admira Vienna |
| First Vienna  | 1 – 2     | Wacker        |
| Wiener SC     | 6 – 1     | Wiener AC     |

### Semifinali
| Squadra 1 | Risultato               | Squadra 2     |
| --------- | ----------------------- | ------------- |
| Wacker    | 4 – 2                   | Rapid Vienna  |
| Wiener SC | 2 – 2 (dts) 2 – 0 (rep) | Hakoah Vienna |

### Finale
La finale si giocò domenica 8 luglio 1923 all'Hohe Warte di Vienna.
| Arbitro: | Seemann |

|                          |           |                    |
| Thimmler 4’ Bauer 5’ 39’ | Marcatori | 50’ (rig.) Kowanda |